# Чикурачки
Чикура́чки — действующий вулкан на острове Парамушир Большой Курильской гряды.
Сложный стратовулкан с вершинным кратером. Высота 1816 м (высочайшая точка Парамушира). Расположен на северной оконечности хребта Карпинского. Правильный конус с кратером диаметром до 450 м. Вершина лишена растительности, склоны покрыты зарослями ольхового и кедрового стланика.
Один из наиболее активных вулканов Курильских островов. Известны извержения 1853, 1854—1859, 1958, 1961, 1964, 1973, 1986, 2002, 2003, 2005, 2007, 2008 гг. Извержения 1853 и 1986 гг. были наиболее сильными (плинианский тип). Между извержениями вулкан находится в состоянии слабой фумарольной активности.
Сложен базальтами и андезитами. Возраст 40—50 тыс. лет.